# Robin George Collingwood

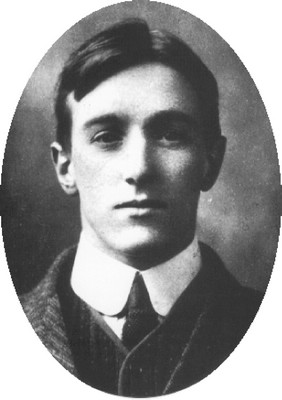
Robin George Collingwood

Robin George Collingwood (* 22. Februar 1889 in Gillhead, Cartmel Fell, County Lancashire; † 9. Januar 1943 in Coniston, County Lancashire) war ein britischer Philosoph, zudem als Historiker und Archäologe auch ein Kenner des römischen Britanniens.

## Leben
Robin G. Collingwood wurde bis zum Alter von 13 Jahren im Elternhaus erzogen und unterrichtet. Seine Mutter, Edith Mary Collingwood (1857–1928), war eine bekannte Malerin und Musikerin. Sie vermittelte ihrem Sohn die Liebe zur Kunst sowie zur Musik von Chopin und Ludwig van Beethoven. Sein Vater, William Gershom Collingwood (1854–1932), brachte ihm Latein und Griechisch bei.
Als er acht Jahre alt war, stieß Collingwood auf Thomas Kingsmill Abbotts Übersetzung von Immanuel Kants Werk Grundlegung zur Metaphysik der Sitten (A Theory of Ethics) und fand so zur Philosophie. Seinen Vater, der ein bedeutender Schriftsteller, Archäologe und Antiquar war, begleitete er bei archäologischen Forschungen und entwickelte auf diese Weise bald ein Gespür für die praktisch-technische Seite der Geschichtswissenschaft. Schon früh bildeten sich so zwei Hauptinteressen im Leben des jungen Mannes: Alte Geschichte und Philosophie.
In seinen Jugendjahren schien ihm das Wissen, das in der Rugby School vermittelt wurde, als ungenügend. Er zog sich oft zurück und widmete seine Zeit dem Lesen alter Klassiker in der Bibliothek. Außerdem lernte er, Geige zu spielen und entdeckte Johann Sebastian Bach. Viele seiner Lehrer empfanden ihn bald als Rebell gegen das gesamte Lehrsystem.
Im Alter von 24 Jahren übernahm Collingwood die Leitung von Ausgrabungen, nachdem er zuvor Assistent seines Vaters gewesen war. Diese Tätigkeit beschreibt er in seiner Autobiografie als eine der Hauptfreuden seines Lebens. Im selben Jahr 1913 übersetzte er Benedetto Croces Werk The Philosophy of Giambattista Vico. Sowohl Giambattista Vico als auch Croce hatten entscheidenden Einfluss auf Collingwoods Denken. Letzterer erläuterte ihm die Hegelsche Philosophie näher. Georg Wilhelm Friedrich Hegel lehrte, dass jede Form von Wissen mit einer spezifischen Art von begrifflicher Aktivität verknüpft sei.
In den 1930ern und 40ern waren die beiden Hauptströmungen des philosophischen Denkens in England der metaphysische „Realismus“ (John Cook Wilson und seine Schüler Prichard & Joseph) auf der einen Seite und die „Analytische Philosophie“ (Gilbert Ryle & Alfred Jules Ayer) auf der anderen. Beide Richtungen waren eine Reaktion auf den bis dorthin vorherrschenden sogenannten „Idealismus“ des Thomas Hill Green und seiner Schüler John Alexander Smith, Francis Herbert Bradley, Harold H. Joachim und Robert Lewis Nettleship. Collingwood vertritt in seiner Autobiographie die Ansicht, dass die Kritik der „Realisten“ am Idealistmus nicht überzeugen konnte. Insbesondere John C. Wilson kritisierte Ansichten, die er Bradley zuschrieb, die aber gar nicht Bradleys Ansichten waren. Die Kritik, die zunehmend einen selbstzersetzenden Charakter annahm, sollte die Schule des Idealismus (Thomas Hill Green und seine Schüler) in Misskredit bringen.
Seine Werke entstanden zwischen 1916 (Religion and Philosophy) und 1942 (New Leviathan) und beschreiben den Weg seiner geistigen Entwicklung. Sein philosophischer Werdegang begann mit der vehementen Abwehr der Analytischen Philosophie in den politischen Wirren des Ersten Weltkrieges. Ab 1936 verfasste er zunehmend polemische Schriften, die eine gesellschaftspolitische Unterstützung liberaler Kräfte darstellen sollten. Collingwood ging einen Weg, der von Überarbeitung und Krankheit sowie dem Kampf gegen Irrationalismus geprägt war. Zeit seines Lebens schrieb er gegen den Mainstream der britischen Philosophie. Sein größtes Anliegen war – mit der Philosophie „als Waffe“ – eine Einheit von Theorie und Praxis zu schaffen. Dies sollte im Sinne einer gegenseitigen Durchdringung von Denken und Handeln durch ein rapprochement von Philosophie und Geschichte geschehen. Eine wesentliche Rolle spielte in dieser Hinsicht die Metaphysik.
1934 wurde zum Mitglied (Fellow) der British Academy gewählt.
Als Vorgänger von Gilbert Ryle war Collingwood von 1935 bis 1941 Professor für Metaphysik in Oxford. Aufgrund seines schlechten Gesundheitszustandes zog er 1942 in den Lake District in das Haus, das ihm von der Familie hinterlassen worden war. Schwerkrank während der letzten Monate seines Lebens starb er am 9. Januar 1943 in Coniston.

## Die Philosophie der Geschichte
Collingwood hielt Benedetto Croces Geschichtsphilosophie für die ideale Verkörperung eines uns angemessenen Bildes der Geschichte.
Geschichtliches Wissen verleiht sowohl persönliche als auch soziale Identität, da es uns zeigt, wie Individuen und Gesellschaften geworden sind, was sie heute sind. Ein angemessenes Verständnis der Geschichte als der „Wissenschaft der menschlichen Angelegenheiten“ (Denken, S. 133) ist somit eine Bedingung für das Verstehen des Menschen vom Menschen. Um eine Situation klar erkennen zu können, müssen wir historisch-hermeneutisch denken, das heißt auf einer geschichtlichen Ebene, die auf die Lösung der im Moment gegebenen Situation bezogen ist. Lebensregeln hingegen führen zu einer gewissen Blindheit gegenüber den Realitäten der aktuellen Situation. So sind Geschichte und Gegenwart immer schon auf engste Weise miteinander verbunden, denn Geschichte ist die „Schule der moralischen und politischen Weisheit“, indem sie den Blick für die Situation schärft, in der es zu handeln gilt. Geschichte vermittelt keine Regeln, sondern Einsicht. Die „wissenschaftliche“ Methode der Naturwissenschaft (Beobachtung/Experiment, Urteil, Induktionsverfahren etc.) ist eine Tradition des frühen 17. Jahrhunderts.
Als Grundlage für die Zukunft sieht Robin G. Collingwood, was für etwa 1600 bis 1900 die Naturwissenschaften waren, die Philosophie der Geschichte an.
Der Historiker hat die Aufgabe, menschliche Aktivitäten und nicht bloß Ereignisse zu finden. Er interpretiert Beweise durch Inferenzschluss und erzeugt so eine Sequenz von Handlungen, die in der Vergangenheit stattgefunden haben. Es handelt sich also um eine Rekonstruktion der Vergangenheit durch Vorstellungskraft und Interpolation. Diese Rekonstruktion muss konsistent mit Beweisvorlagen (Dokumente, Fundstücke &c.) und kohärent im Sinne einer verständlichen und plausiblen Erzählung sein.
Der Historiker will aber auch herausfinden, warum etwas passiert ist. Dazu muss er die Intention oder den Beweggrund, das Motiv der handelnden Akteure in der Vergangenheit nochmals durchdenken. Dies geschieht durch Reenactment. Beim Durchdenken eines Gedankens eines anderen entstehen zwei Gedanken, einer von, sagen wir, Napoleon, und einer des Historikers. Die Vergangenheit lebt in der Gegenwart des Geschichtsforschers nicht als momentane Erfahrung (experience), sondern als Selbsterkenntnis (self-knowledge). Ein permanentes Problem P ist in Wirklichkeit eine Reihe vorübergehender Probleme p1, p2, p3… Der Schluss erfolgt von der Lösung auf die bestimmte Frage, die sich Nelson bei Trafalgar oder Leibniz bei einem bestimmten philosophischen Dilemma seiner Zeit stellte. Durch diese Herangehensweise wird die von Collingwood kritisierte „Schere-und-Kleister“-Methode verhindert. Stattdessen wird im Sinne einer Bacon’schen Wissenschaft die Frage gestellt: Was will ich als Historiker wissen?
An die Beantwortung dieser Frage, die eine umfassende wissenschaftliche Bildung voraussetzt, schließt sich die Praxis der archäologischen Untersuchung an, der zuletzt die Formulierung einer Theorie folgt. Dabei hielt sich Collingwood an folgende Überlegungen, die er auch seinen Studenten in Oxford näherbringen wollte:
1. Geschichte ist immer die Geschichte des Gedachten.
2. Historische Erkenntnis ist der Nachvollzug (das nachvollziehende Wiederdenken) eines in der Vergangenheit gedachten Gedankens, der in einem Kontext gegenwärtiger Gedanken eingekapselt ist, die ihn, als im Widerspruch zu ihm stehend, in einen ganz anderen Bereich verweisen.

## Philosophische Positionen
- Die Trennung von Geschichte und Philosophie, die Unterteilung in Tatsache und Theorie, die Unterscheidung von Partikulärem und Universellem ist dogmatisch und willkürlich. Sie entspricht keineswegs der Wirklichkeit, wie sie war und ist.

- Die gewöhnliche Einteilung der Menschen, ihre Unterscheidung in Denkende und Handelnde, ist ein „Überbleibsel aus dem Mittelalter […]“ und aus eigener Erfahrung stellte er fest, dass „die Universität […] eine Institution [ist], die auf mittelalterlichen Ideen beruht.“ (Denken, S. 148)

- Philosophie blüht auf, wenn sie ihr Objekt als Aktivität behandelt. Philosophisches Denken ist Denken über Denken, eine einzigartige Weise der selbstbezüglichen Aktivität. Sie ist die Tätigkeit, die das Kriterium aufdeckt, aufgrund dessen wir jegliche (künstlerische, religiöse, moralische) Aktivität beurteilen.

- Die Fragen der Philosophie existieren nicht unabhängig von Zeit und Ort. Die Behauptung, es gelte in der Philosophie die ewig gleichen Fragen zu klären, basiert auf historischer Kurzsichtigkeit und der Illusion, wir könnten aus den geschichtlichen Umständen und Bedingungen, unter denen wir selbst denken und handeln, heraussteigen. Vielmehr handelt es sich um historische Fragen, denn es gibt zu verschiedenen Zeiten in gleichen Völkern und zu gleichen Zeiten in verschiedenen Völkern der Erde unterschiedliche Fragen, die beantwortet werden müssen. Ob der Glaube des jeweiligen Volkes zu einer bestimmten Zeit richtig oder falsch war, bleibt unbeantwortbar.

- Geschichte ist die Bedingung menschlichen Verstehens allgemein, nicht nur Praxis von Historikern. Sie ist eine Dimension menschlicher Existenz. Gemeinsam mit Sprache konstituiert sie die menschliche Lebenswelt.

- Ziel der Metaphysik ist die hermeneutische Rekonstruktion von absoluten Präsuppositionen. Sie ist eine historische Wissenschaft, da sie die Sicht auf die den Ideen einer liberalen Zivilisation zu Grunde liegenden, veränderlichen Strukturen freilegt und durch deren Explikation, Evaluation und Kritik zum „Zivilisationsprozess“ beiträgt.

- Frage und Antwort sind streng korrelativ: Die Aussagenlogik der realistischen Tradition soll durch die Logik von Frage und Antwort ersetzt werden, da die Wahrheit einer Aussage von seiner Funktion als Antwort auf eine bestimmte, präzise und sinnvolle Frage untrennbar ist.

- Eine Aussage (proposition) ist nicht dasselbe wie eine Antwort: Zwei Aussagen können einander nur dann widersprechen, wenn sie Antworten auf dieselbe (spezielle) Frage sind.

- Die Trennung von Geist und Materie, also den cartesianischen Dualismus, lehnt Collingwood strikt ab.

- Ebenso spricht er sich gegen physikalistische und naturalistische Ansichten des Bewusstseins aus.

- Sprache dient in elementarster Form dazu, Emotionen auszudrücken sowie die Entwicklung des Bewusstseins anzuzeigen. Es herrscht ein starker Zusammenhang zwischen (dem Entwicklungsprozess von) Sprache, Vorstellung und Bewusstsein. Die Sprachaneignung geschieht durch Wiederholung und wachsende physische und mentale Aktivität bzw. Reife. Collingwood war an Erfahrung und Verständnis des Sprachgebrauchs interessiert, im Ansatz Ludwig Wittgensteins Untersuchungen der Alltagssprache nicht unähnlich.

- Ethik und Politik müssen sich einander annähern. Die Aufforderung, dass auf diese Weise Denken und Handeln vereint werden müssen, findet sich auch bei der von Jean-Paul Sartre angestrebten Verbindung existentialistischer Philosophie mit politischem Engagement.

- Gefühle sind fundamentaler Bestandteil des Bewusstseins. Hier gleicht seine Einstellung in vielen Zügen derjenigen von Gilbert Ryle in The Concept of Mind.

- Glaube und Vernunft unterstützen sich gegenseitig.

### Gegen die Pseudowissenschaften
Die Psychologie bezeichnet Collingwood als Pseudowissenschaft mit akademischem Jargon. Er sprach sich gegen die psychologische Behandlung der Religion aus: „Wird der Verstand auf diese Weise betrachtet, so hört er auf, überhaupt Verstand zu sein.“ (Denken, S. 91) „Sie (die Psychologie, Anm. d. Verf.) ist das, was im frühen 19. Jahrhundert die ‚Phrenologie’ und im Mittelalter wie im 16. Jahrhundert die Astrologie und Alchemie waren: die in unserem Zeitalter moderne Form von wissenschaftlichem Betrug.“ (Denken, S. 93)
Auch Geologie, Paläontologie und Astronomie bezeichnet er im Gegensatz zur Archäologie als Pseudowissenschaften, da jene die Relikte, die sie als Überreste verschiedener Perioden der Vergangenheit interpretiert, danach in eine Zeitskala einordnet, diese hingegen sich dem Ausdruck von Zwecken der jeweiligen Funde widmet und diese nur solange als Beweismittel dienen, solange der Historiker ihre Zweckbestimmung erkennen kann: Wozu dienten sie?

### Eigene ideengeschichtliche Studien
Die philosophische Methode formuliert er im Jahr 1932 während einer langen Krankheit verfassten Essay on Philosophical Method. Sie entwickelte sich aus seinen frühen Vorlesungen über Moralphilosophie. In seiner Autobiografie bezeichnet Collingwood es als sein „inhaltlich bestes Buch“, stilistisch „geradezu als mein einziges Buch“. (Denken, S. 116) Es sollte als Teil einer Schriftenreihe zusammen mit An Essay on Metaphysics unter dem Titel Philosophical Essays herauskommen. Neben den geplanten Philosophical Principles (The Principles of History und The Principles of Art) sollte die Sammelschrift Studies in the History of Ideas (The Idea of Nature und The Idea of History) erscheinen.
Der praktische Wert der Philosophie zieht sich als roter Faden durch Collingwoods Werke. Er kritisierte die Aussagenlogik und bot als Alternative seine Logik von Frage und Antwort. Vier Jahre vor Veröffentlichung von Ludwig Wittgensteins Tractatus logico-philosophicus erschien 1917 sein erstes Essay Truth and Contradiction, in dem er diese Ideen ausführt. Von dem Versuch einer Überwindung der Fehler durch die Wiederherstellung einer Einheit von Gedanke und Handlung in Speculum Mentis (1924) bis zur Warnung vor den Gefahren, mit denen sich die europäische Zivilisation konfrontiert sieht in An Essay on Metaphysics (1940), versucht Collingwood immer wieder, die lebenspraktische Seite der Philosophie, der Geschichte sowie der Geschichtsphilosophie (philosophy of history) zu betonen.
Die Philosophie zeigt schließlich den Mangel an Klarheit auf, der politische Positionen als unversöhnlich erscheinen lässt. Sie schafft Ideale, wie der Mensch leben soll. Dabei muss der Philosoph selbst zumindest einige der Tugenden, die er beschreibt, in seinen eigenen Gedanken, Worten und Taten verkörpern, denn der Zweck der Philosophie besteht letztlich in der Erfahrung der Selbsterkenntnis. Kunst, Religion, Wissenschaft, Geschichte und die Philosophie selbst repräsentieren dabei aufeinander folgende Stufen in der Entwicklung der Selbsterkenntnis des Geistes.

#### Absolute und relative Präsuppositionen
Collingwood war insbesondere am Entstehen und Vergehen unbewusster Denkvoraussetzungen interessiert. Das dazu verwendete Verfahren war das der hermeneutischen Rekonstruktion absoluter Präsuppositionen. Ausgearbeitet sind diese Ideen in An Autobiography und An Essay on Metaphysics.
Als Antwort auf die Frage, wie die Wissenschaft zu ihren grundlegenden Aussagen kommt, formulierte Collingwood drei „Absolute Voraussetzungen bzw. Präsuppositionen“ für die moderne Wissenschaft:
- 1. „Die Natur und ihre Gesetzmäßigkeiten sind durch Vernunft und vernunftgeleitetes Handeln ergründbar und logisch konsistent beschreibbar.“
- 2. „Die Natur besteht aus Energie und Materie und ist in kleinste Entitäten aufteilbar.“
- 3. „Das Auftreten komplexer Strukturen ist durch die Kombination verschiedener Einzelelemente erklärbar. Das Einfache begründet durch seine Beziehungen das Komplexe.“

In An Essay on Metaphysics beschreibt Collingwood, wie sich die unserem Denken und Handeln zu Grunde liegenden Vorannahmen ändern: Durch rationales Erfragen können absolute Präsuppositionen selbst nicht verändert werden. Vielmehr verändern sie sich von innen her. Dies passiert laufend durch Anpassungen unbewusster (Gedanken-)Prozesse, die aufgrund von Spannungen hervorgerufen werden.
Der Philosoph/Archäologe ist derjenige, der auf das Netz von Hintergrundüberzeugungen stößt, das unser Weltverständnis und Weltverhältnis bestimmt. Er entdeckt in Konstellationen (constellations) die absoluten Präsuppositionen, d. h. die im Vorhinein festgelegten konzeptuellen Programme, die uns wahr und falsch unterscheiden lassen.
Absolute Präsuppositionen bestimmen a priori, was wir fragen können und was nicht. Jeder Mensch hat tiefe, absolute moralische Präsuppositionen, auf denen seine Entscheidungen basieren und Handlungen stattfinden. Sie zeigen, was wir tun und wer wir sind. Sie können zerbrechen, wenn der Druck zu groß wird, um sie aufrechtzuerhalten. Sie sind das, was in der Gruppe und vom Einzelnen für selbstverständlich gehalten wird. In Collingwoods „Die Idee der Natur“ (Idea of Nature) werden die zu Grunde liegenden Ideen der Natur über die Epochen der Geschichte hinweg ausgearbeitet.
Relative Präsuppositionen hingegen sind durch rationale (metaphysische/hermeneutische) Forschung erkundbar, denn es handelt sich um Fragen des historischen Wissens. Auf diese Weise sind Metaphysik und Geschichte eng miteinander verbunden.

#### Die Logik von Frage und Antwort
Die Methode der Logiker und Grammatiker, die Sprache in ihre konstitutiven Merkmale zu zerlegen, ihre Teile zu finden und zu analysieren, diese Methode ist die der Aussagenlogik. Dabei finden die Sprachwissenschaftler nach R.G.C. nicht die verschiedenen Teile, sondern bringen die Teilung der Sprache durch die angewandte Methode notwendig mit sich. Was getan wird, ist, dass die Sprache in die Modelle eingepasst wird, die von den Analytikern mitgebracht werden. Für Collingwood gilt Sprache aber als veränderlich, als wachsende, lebende Aktivität, die mit der Entwicklung des individuellen (und sozialen) Bewusstseins in enger Verbindung steht. Teilung und Klassifikation ist daher per se eine unzureichende Methode, denn Sprache wird sich nie auf diese Weise fassen lassen.
Sowohl Platon, wenn er das Denken als Dialog der Seele mit sich selbst bezeichnet, als auch Kant, wenn er sagt, dass es den Weisen auszeichne zu wissen, welche Fragen man sinnvoll stellen kann, verwerfen nach Collingwood eine bloße Aussagenlogik und fordern eine Logik von Frage und Antwort. Wird diese auf die Archäologie angewandt, dann stellen sich für diesen folgende Fragen: „Was will ich finden?“ und „Welche Grabung könnte das Gesuchte zu Tage fördern?“ Dies unternimmt Collingwood in The Idea of History, indem er versucht, alle bis in die Moderne führenden Stufen des Geschichtsverständnisses zu rekonstruieren.
Metaphysik, Geschichte und Kunst waren für Collingwood auf grundsätzliche Weise miteinander verbunden. Er setzte daher an genau diesen drei Bereichen mit seiner neuen Methode, der Logik von Frage und Antwort, an. Die zwei erforderlichen Prämissen der Aussagenlogik in der analytischen Tradition, die lediglich eine Analyse der sprachlichen Äußerungen ist, werden abgelehnt:
1. Die Proposition (Aussage) ist der wahre Träger des Gedankens, d. h. zu einem jeden Wort gibt es eine Entsprechung in der Welt.
2. Die Welt wird verständlich durch die Komponenten des Satzes.

Er will sie durch eine Logik der Frage und Antwort ersetzen. Um Anspruch auf Wahrheit erheben zu können, müssen folgende Voraussetzungen erfüllt sein:
1. Die Aussage gehört zu einem Frage-Antwort-Komplex, der als Ganzes „wahr“ ist.
2. Innerhalb des Komplexes ist die Aussage eine Antwort auf eine bestimmte Frage.
3. Die Frage „erhebt sich“ (ist sinnvoll).
4. Die Aussage ist die „richtige“ Antwort auf diese Frage.

### Metaphysik
An Essay on Metaphysics wurde 1938 auf einer Reise nach Java verfasst. Das Werk diente der Aufhellung der nicht-thematisierten Hintergrundannahmen (absolute presuppositions). Diese absoluten Präsuppositionen sind immun gegenüber der Unterscheidung wahr/falsch, da sie so fundamental für das menschliche Leben sind.
War Collingwood in Fragen der Logik revolutionär (die Logik von Frage und Antwort soll die Aussagenlogik ersetzen), so war er in Fragen der Metaphysik reformistisch (sie soll auch geschichtlichen Charakter gewinnen). Die Metaphysik ist fast so nahe zu Geschichte wie Genetik zum Leben, denn sie zeigt, was fundamental ist am Bild, das wir von der Welt haben. Insofern ist sie eine historische Wissenschaft, denn sie übernimmt die Funktion, herauszufinden, was die Menschen zu ihrer Zeit über die allgemeine Naturbeschaffenheit der Welt glaubten. Sie ist aber ebenso ein Versuch, die entsprechenden Voraussetzungen anderer Völker und anderer Zeiten zu entdecken, um den historischen Prozess zu verfolgen, in dessen Verlauf bestimmte Voraussetzungen in andere umgeschlagen sind.
Der Metaphysiker rekonstruiert dabei konzeptuelle Systeme, also Frage-Antwort-Komplexe für sich, wie ein Schachspieler, der durch Nachspielen einer Partie die Strategie des Spielers nach und nach erfährt und entdeckt. Es handelt sich dabei ohne Zweifel um einen Prozess, um Aktivität. In diesem Forschungsprozess sollte – so Collingwood – die Logik von Frage und Antwort vorherrschen. Diese Auffassung brachte eine kritische Debatte über die Relevanz der Aussagenlogik mit sich.

### Ästhetik
Collingwoods Theorie der Ästhetik ist von Platon, Coleridge und Hegel beeinflusst, aber auch von Benedetto Croce, Samuel Alexander und David Carritt, vor allem aber Giambattista Vico. Entwickelt hat er sie in Speculum Mentis (1924), Outlines of a Philosophy of Art (1925) und schließlich The Principles of Art (1938).
Das Ziel der Kunst ist die Entdeckung des Gefühls. Gute Kunst bedeutet demnach, dass Gefühle nicht verfälscht dargestellt werden, sondern wahr, das heißt ihnen entsprechend. Es wird gezeigt, wie es ist (how we feel…). Schlechte Kunst hingegen ist im eigentlichen Sinne expressiver Kunst gar keine. Die Essenz der Kunst liegt darin, Stereotype zu zerstören und als Therapieform wirksam zu sein, indem sie mit (Selbst-)Täuschung der Gemeinschaft sowie mit Illusionen und unaufrichtigen Gefühlen des Einzelnen aufräumt.
Kunst ist sowohl intuitiv (pure Imagination) als auch expressiv (aufschlussreich über Wahrheit). Da die Entwicklung der Sprache und des Bewusstseins miteinander stattfindet, und Kunst identisch mit Sprache ist, folgt, dass zwischen Kunst und Bewusstsein eine enge Verbindung besteht. Das eigentliche Werk ist nicht sichtbar, die wirkliche Musik nicht hörbar, sondern aus der Selbsterkenntnis heraus zu rekonstruieren. Das eigentliche Bild, der eigentliche Ton, ist im Kopf des Künstlers, und nirgendwo sonst. Diese ursprüngliche Intuition des Künstlers ist durch den Betrachter/Zuhörer wieder zu erschaffen. Dies passiert aktiv, und nicht durch bloß passive Aufnahme/Wahrnehmung des Kunstwerks. Der transformative Charakter der Kunst liegt in dem Prozess, der Aktivität, des Wachsens der Erkenntnis der dahinterliegenden Intuition, Intention bzw. Emotionen des Künstlers. Es finden sich Anklänge an den subjektiven Idealismus. So wurde Collingwood auch bisweilen als „aktualistischer Idealist“ bezeichnet (und war scharfer Kritik ausgesetzt), wenn er auch selbst diese Klassifizierung ablehnte.
Collingwoods Ansatz muss im Gegensatz zum „Naiven Expressivismus“ gesehen werden. Seine Kritikpunkte:
1. Gegen das Mittel/Zweck-Schema der Kunst, die festschreibt, dass das Wesentliche der Ausdruck von Emotionen im Werk sei.
2. Gegen die Annahme, dass zuerst die Emotion da ist, und dann das Kunstwerk geschaffen wird, die sie ausdrücken soll.
3. Für die Untrennbarkeit von Erfahrung und Werk
4. Für die Unterscheidung von Kunst und Effekten der Kunst, für die Unterscheidung von Kunst (art) und Handwerk (craft)

### Ethik (New Leviathan)
Collingwoods letztes Buch New Leviathan, das inmitten des Zweiten Weltkrieges entstanden ist, legt das Netzwerk begrifflicher Voraussetzungen frei, das der liberalen Kultur Europas zugrunde liegt, um so „den geistigen Lernprozess nachzuvollziehen, durch den die liberalen Werte, Praktiken und Institutionen entstanden sind, an die wir uns als Europäer mental gebunden wissen müssen.“ (Die Idee der Natur, S. 229)
Der New Leviathan ist in vier Teile geteilt: Man, Society, Civilization und Barbarism. In den ersten beiden werden Bewusstseinstheorie und Moralsystem behandelt, im dritten die förderlichen und gefährdenden Faktoren der Zivilisation(swerdung), im letzten Teil das Wesen und die Gefahr der Barbarei, die den Zivilisationsprozess (Annäherung an das christliche Ideal der zuvorkommenden Umgangsform, d. h. den Selbstrespekt des anderen zu wahren und Gewaltlosigkeit zu praktizieren) umkehren will.
Collingwood erwähnt in seiner politischen Philosophie nichts von Gerechtigkeit in dem Sinne, wie wir sie heute verstehen. Stattdessen liegt die Betonung auf civility und civilization, also auf höflichen, zuvorkommenden „Umgangsformen“ und „Zivilisation“. Es war sein letztes Buch und damit letzter Versuch, durch seine Gedanken zu einer Aufklärung der politischen Wirren seiner Zeit beizutragen. Der stufenweise Prozess der geistigen Selbstläuterung von einfachen Empfindungen bis zur Entwicklung staatlicher Institutionen mag vermuten lassen, dass es sich um einen Imitationsversuch von Hegels Phänomenologie des Geistes handelt.
Axel Honneth sagt im Nachwort zu Collingwoods Die Idee der Natur (2005): „Wollte man politisch-philosophische Schriften anführen, die der unseligen Entgegensetzung von Liberalismus und Kommunitarismus schon früh entgegengewirkt haben, indem sie das Bild einer liberaldemokratischen Sittlichkeit entwarfen, so wäre Collingwoods New Leviathan an vorderer Stelle zu nennen.“ (S. 230)

## Kritik, Rezeption, Wirkung
Am meisten öffentlich diskutiert wurde Collingwoods Werk The Idea of History (im Deutschen leicht irreführend übersetzt mit Philosophie der Geschichte), in dem die Frage beantwortet werden soll, wie Geschichte überhaupt möglich ist. Vieles in Foucaults Werk Die Ordnung der Dinge. Eine Archäologie der Humanwissenschaften (Frankfurt, 1974) erinnert, was das systematische Anliegen und den archäologischen Eifer betrifft, an Collingwood.
Collingwoods Überzeugung, dass Geist eine Aktivität und keine Substanz sei sowie dass die Einheit von Geist eine Tatsache sei, erinnert an die Santiagotheorie der Konstruktivisten Humberto R. Maturana und Francisco J. Varela.
Die Verteidiger der Aussagenlogik griffen Collingwood ihrerseits scharf an. Es gibt auch einen Annäherungsversuch im Sinne einer konstruktiven Zusammenarbeit: Collingwoods Logik von Frage und Antwort sollte als komplementäre Logik für Fälle, in denen die Aussagenlogik (propositional logic) nicht ausreicht, angesehen werden, aber nicht als Ersatz (Johnson 1998).
Seine Kritiker wiesen emphatisch auf die scheinbar widersprüchlichen Argumente in den Schriften über Religion, Kunst, Philosophie, Geschichte und Metaphysik hin. Der Autor sah diese Kritik voraus, antwortete meist mittels persönlicher Briefe und behauptete in der Öffentlichkeit, dass die Gedanken nur vor dem Hintergrund des Ganzen verständlich werden könnten.
Zu den Theoriebildungen über Sprache durch die „Realisten“ stand Collingwood so wie der Wittgenstein der Philosophischen Untersuchungen zum Wittgenstein des Tractatus logico-philosophicus. Sie lehnten beide den Standpunkt ab, dass Sprache eine Repräsentation der Welt sei. Gewisse Parallelen im Denken können aber nicht nur zu Wittgenstein (Über Gewissheit, In: ders., Werkausgabe, Bd. 8, Frankfurt, 1989, S. 113–258) gesehen werden, sondern auch zu Strawson und seiner „deskriptiven Metaphysik“ in Einzelding und logisches Subjekt (Stuttgart 1986).
Robin G. Collingwood war kein einfach zu klassifizierender Denker. Er ließ (und lässt) sich nicht in eine der verschiedenen Schulen einordnen. Zu Lebzeiten ist er unbekannt geblieben, auch in Deutschland. Erst in den 1990er Jahren erfolgte eine Renaissance Collingwoods. 1994 wurde die Collingwood Society (siehe Weblinks) gegründet, der unter anderem Alasdair MacIntyre und Quentin Skinner angehören. Diese Gesellschaft publiziert die Collingwood Studies. Es gibt eine große Sammlung von Manuskripten Collingwoods über Folklore und Märchenerzählungen in der Bodleian Library in Oxford.

## Zitate
- „The question whether a man’s views are true or false does not arise until we have found out what they are. Hence the reader’s thought must always move from comprehension to criticism… Criticism… may be regarded as a single operation: the bringing to completeness of a theory which its author has left incomplete… in practice, it is well known that a man’s best critics are his pupils, and his best pupils the most critical.“ (An Essay on Philosophical Method, S. 217–220)

- „Metaphysics is the attempt to find out what absolute presuppositions have been made by this or that person or group of persons, on this or that occasion or group of occasions, in the course of this or that piece of thinking.“ (Essay on Metaphysics, p. 47)

- „Appetite is a name for the inherent restlessness of mind… choice and reason and goal are not among the sources or conditions of appetite, they are among its products“ (New Leviathan, 7.69)

- „Art is the community’s medicine for the worst disease of mind, the corruption of consciousness.“ (The Principles of Art, p. 336)

- „In so far as consciousness is corrupted, the very wells of truth are poisoned. Intellect can build nothing firm. Moral ideals are castles in the air. Political and economic systems are mere cobwebs. Even common sanity and bodily health are no longer secure.“ (The Principles of Art, S. 289–290)

### Werke von Collingwood
- Religion and Philosophy. Macmillan, London 1916 (Nachdruck. Thoemmes, Bristol 1994, ISBN 1-85506-317-4).
- Mit Margerie V. Taylor: Roman Britain in 1921 and 1922. In: The Journal of Roman Studies. Bd. 11, 1921, S. 200–244.
- Ruskin’s philosophy. An Address delivered at the Ruskin Centenary Conference, Coniston, August 8th, 1919. T. Wilson & Son, Kendal 1922.
- Speculum Mentis or the Map of Knowledge. Clarendon Press, Oxford u. a. 1924 (Nachdruck. Greenwood Press, Westport CT 1982, ISBN 0-313-23701-8).
- Archaeology of Roman Britain. Methuen, London 1930 (Nachdruck. Bracken Books, London 1996, ISBN 0-09-185045-2).
- Outlines of a Philosophy of Art. Oxford University Press, London 1925 (Nachdruck. Thoemmes Press, Bristol 1994, ISBN 1-85506-316-6).
- An Essay on Philosophical Method. Clarendon Press, Oxford u. a. 1933 (Revised edition. Edited by James Connelly. Oxford University Press, Oxford 2008, ISBN 978-0-19-954493-6).
- The Historical Imagination. An Inaugural Lecture delivered before the University of Oxford on 28 October 1935. Clarendon Press, Oxford u. a. 1935.
- Human Nature and Human History. In: Proceedings of the British Academy. Bd. 22, 1936, ISSN 0068-1202, S. 97–127 (Wiederabdruck in: Michael Martin, Lee C. McIntyre (Hrsg.): Readings in the Philosophy of Social Science. MIT Press, Cambridge MA u. a. 1994, ISBN 0-262-13296-6, S. 163–171).
- Mit John N. L. Myres: Roman Britain and the English Settlements (= The Oxford History of England. Bd. 1). Clarendon Press u. a., Oxford u. a. 1936.
- The Principles of Art. Clarendon Press, Oxford u. a. 1938 (39th printing. Oxford University Press, Oxford 2010, ISBN 978-0-19-500209-6).
- 1939: An Autobiography. Oxford University Press, Oxford u. a. 1939 (Nachdruck. Mit neuer Einleitung von Stephen Toulmin. ebenda 1978, ISBN 0-19-824694-3).
- An Essay on Metaphysics (= Philosophical Essays. Bd. 2, ZDB-ID 418668-0). Clarendon Press, Oxford u. a. 1940 (Revised edition. Edited with an introduction by Rex Martin. ebenda 2007, ISBN 978-0-19-924141-5).
- The First Mate’s Log of a Journey to Greece in the Schooner Yacht Fleur de Lys in 1939. Oxford University Press, London 1940 (Nachdruck. Thoemmes, Bristol 2003, ISBN 1-85506-328-X).
- The New Leviathan or Man, Society, civilization and Barbarism. Clarendon Press, Oxford u. a. 1942 (Revised edition, reprinted. Edited and introduced by David Boucher. ebenda 2005, ISBN 0-19-823981-5).
- The Idea of Nature. Clarendon Press, Oxford u. a. 1944 (Nachdruck. Greenwood Press, Westport CT 1986, ISBN 0-313-25166-5), (posthum).
- The Idea of History. Clarendon Press, Oxford u. a. 1945 (Revised edition, reprinted. Edited with an introduction by Jan van der Dussen. Oxford University Press, Oxford 2005, ISBN 0-19-285306-6), (posthum).
- The Principles of History. And other Writings in Philosophy of History. Edited with an Introduction by William H. Dray and W. J. van der Dussen. Oxford University Press, Oxford u. a. 1999, ISBN 0-19-823703-0 (posthum).

### Deutsche Übersetzungen
- Denken. Eine Autobiographie. Eingeleitet von Hans-Georg Gadamer. Übersetzt von Hans-Joachim Finkeldei. Koehler, Stuttgart 1955.
- Philosophie der Geschichte. Aus dem Englischen von Gertrud Herding. Kohlhammer, Stuttgart 1955.
- Die Idee der Natur (= Suhrkamp-Taschenbuch Wissenschaft 1747). Mit einem Nachwort von Axel Honneth. Aus dem Englischen von Martin Suhr. Suhrkamp, Frankfurt am Main 2005, ISBN 3-518-29347-8.

### Werke über Collingwood

#### Sekundärliteratur
- David Boucher: The Social and Political Thought of R. G. Collingwood. Cambridge University Press, Cambridge u. a. 1989, ISBN 0-521-36384-5.
- William H. Dray: History as Re-enactment. R. G. Collingwood’s Idea of History. Clarendon Press, Oxford u. a. 1995, ISBN 0-19-824293-X.
- Giuseppina D’Oro: Collingwood and the Metaphysics of Experience (= Routledge Studies in Twentieth-Century Philosophy. Bd. 13). Routledge, London u. a. 2002, ISBN 0-415-23971-0.
- Peter Johnson: R. G. Collingwood. An Introduction. Thoemmes Press, Bristol u. a. 1998, ISBN 1-85506-530-4.
- Jan van der Dussen: History as a Science: The Philosophy of R. G. Collingwood. Springer, 2012, ISBN 978-94-007-4311-3 [Print], ISBN 978-94-007-4312-0 [E-Book].
- Martin Klüners: R. G. Collingwood und die Seelenwissenschaften. In: Psychosozial 40 (4), 2017, S. 105–114.
- Ernest Wolf-Gazo: Zur Geschichtsphilosophie R. G. Collingwoods, in: Philosophisches Jahrbuch 93 (1986), 354–365.
- Jessica Mann: Dons and Detection. In: John D. Evans, Barry Cunliffe, Colin Renfrew (Hrsg.): Antiquity and Man. Essays in honour of Glyn Daniel. Thames & Hudson, London 1981, ISBN 0-500-05040-6, S. 203–207, hier S. 205–206.

#### Bibliographien
- Ruth A. Burchnall: Catalogue of the Papers of Robin George Collingwood (1889–1943). Oxford 1994 (Dep Collingwood 1–28; Bodleian Library, Oxford).
- Christopher Dreisbach: R. G. Collingwood. A bibliographical checklist. Bowling Green State University, Bowling Green OH 1993, ISBN 0-912632-93-3.
- Donald S. Taylor: R. G. Collingwood. A Bibliography. The complete Manuscripts and Publications, selected secondary Writings, with selective Annotation (= Garland Reference Library of the Humanities. Garland Bibliographies of modern Critics and critical Schools. Bd. 11 = Garland Reference Library of the Humanities. Bd. 810). Garland, New York NY u. a. 1988, ISBN 0-8240-7797-0.

#### Sonstige Literatur
- Harald Walach: Psychologie – Wissenschaftstheorie, philosophische Grundlagen und Geschichte. Kohlhammer, Stuttgart 2013.